# Кралска кокосова палма
Кралската кокосова палма е вид кокосова палма която се отглежда само в Шри Ланка и е ендемичен вид за острова. Плодът и е по-сладък, отколкото на обикновената кокосова палма.
Кралската кокосова палма не е висока и често се разглеждат като „жива аптека“. В Шри Ланка продават и консумират хиляди от тези плодове.
Позната гледка е в почти всеки дом в Шри Ланка, независимо от социалното положение, да има кралски кокосови палми които се люлеят от бриза. Друга позната гледка са гроздовете на кралския кокосов орех, показани за продажба в много крайпътни сергии в цялата страна.